# Hrabstwo Pamlico
Hrabstwo Pamlico (ang. Pamlico County) – hrabstwo w stanie Karolina Północna w Stanach Zjednoczonych.

## Geografia
Według spisu z 2000 roku obszar całkowity hrabstwa obejmuje powierzchnię 566 mil2 (1466 km²), z czego 337 mil2 (873 km²) stanowią lądy, a 229 mil2 (593 km²) stanowią wody. Według szacunków United States Census Bureau w roku 2012 miało 13 074	 mieszkańców. Jego siedzibą administracyjną jest Bayboro.

### Miasta
- Alliance
- Arapahoe
- Bayboro
- Hobucken (CDP)
- Mesic
- Minnesott Beach
- Oriental
- Stonewall
- Vandemere